# Herencia flamenca
Herencia flamenca (Der flamenco clan ) dirigida por Michael Meert en 2004, y protagonizada  por  Ketama, Juan Habichuela, Pepe Habichuela.

## Sinopsis
Lucas ha crecido a ritmo flamenco y a los 9 años ya canta estupendamente. No en vano, su abuelo es Juan Habichuela, quien, a su edad, ya pedía en los bares y tabernas para mantener a su familia en unos tiempos muy duros para los gitanos. Con 17 años, el patriarca de los Carmona abandonó Granada para establecerse en Madrid y probar suerte. Con el tiempo se iba a convertir en uno de los guitarristas de flamenco más demandados de la capital. Mientras él viajaba por todo el mundo, su hermano Pepe permanecía en España ocupando su puesto y cuidando de sus hijos Juan y Antonio quienes algún tiempo después, junto a su primo José Miguel, hijo de Pepe, fundaron Ketama en 1986. Una tradición familiar que sigue con las nuevas generaciones y, cada noche, en la casa familiar: taconeo, cajas, guitarras y baile. 

## Comentario
La vida de la saga Carmona retratada en este documental dirigido por Michael Meert, realizador de documentales sobre Paco de Lucía o Pablo Casals. Una guía para seguir el desarrollo de una parte importante de la tradición flamenca desde las cuevas del Sacromonte hasta el Madrid actual.